# Consejo Real
El Consejo Real (también bajo otros nombres, como Consejo Imperial, Consejo del Rey o Consejo de Su Majestad) es una institución de administración y gobierno presente en la mayor parte de monarquías.

## Canadá y Estados de la Commonwealth
Consejero de la reina (o del rey) es un título otorgado a los abogados después de una gran número de años de servicio, por patente real del rey o de la reina. Esta distinción ha caído en desuso en varias regiones.
Por ejemplo, en 1903, Louis-Alexandre Taschereau, futuro primer ministro de la provincia de Quebec, fue nombrado consejero del rey.

## Dinamarca
El Statsrådet (consejero de estado) danés es una institución del consejo del rey de Dinamarca, un cargo ceremonial, hoy día. Reúne al gobierno, al rey y al príncipe heredero. Durante las sesiones de este consejo, el rey firma las proposiciones de ley.

## España
Instituido al principio por Fernando I, Juan I estableció definitivamente el Consejo Real en las cortes de Valladolid de 1385, disponiendo que lo integraran doce miembros: prelados, caballeros y burgueses de las diecisiete ciudades de realengo con voto en Cortes a partes iguales: cuatro miembros cada uno. Su sucesor Enrique III los elevó a dieciséis y sustituyó a los burgueses por sabidores de derecho. Con Juan II aumentó tanto el número de componentes que pasaron de sesenta y cinco durante la privanza del condestable don Álvaro de Luna, de modo que ser consejero se convirtió de hecho en un cargo honorífico: don Álvaro acabó creando una especie de mini consejo paralelo, de muy pocas personas, para que resultara efectivo. También asesoraba a los reyes en esa época.
En las Cortes de Toledo de 1480 los Reyes Católicos lo dotaron de mayor entidad jurídica e institucional y regularon la naturaleza de la composición de sus miembros: un presidente (eclesiástico), dos o tres nobles y ocho o nueve letrados. Tras esta reforma el Consejo quedó muy vinculado a la voluntad real. Se trataba de una composición en la que se consideraba necesaria la existencia de una representación equilibrada de los estamentos. Dentro del Consejo, y desde época de Juana I de Castilla, había a su vez una institución aún más poderosa, la "Cámara de Castilla", que actuaba como supervisora. Con Felipe II (1598) se hizo una sustancial reforma; durante la privanza del Conde-duque de Olivares en el reinado de Felipe IV, el valido prefirió dominar el Consejo creando instituciones paralelas que denominó Juntas y que solo le rendían informes y cuentas a él. Con Felipe V de Borbón aún se hicieron más sustanciales reformas.

## Francia
El consejo del rey es una institución nacida en la Edad Media por desmembramiento de la curia regis carolingia. En su origen, se trataba de reunir en torno a la persona del rey a sus consejeros más próximos, para asistirle en el gobierno del reino.
En época moderna evolucionó a varios subgrupos especializados, pero nunca se discutió su unicidad. Uno de estos subgrupos, el conseil d'en haut puede considerarse el antecesor del actual consejo de ministros.

## Hungría
El consejo real húngaro (latín: consilium regium locumtenentiale Hungaricum), existió desde 1722 hasta el Compromiso austrohúngaro de 1867, a partir del cual se transformó en Ministerio del Interior.

## Reino Unido
EL Consejo de la reina toma el título de Queen’s Council o King’s Council. También existe un Consejo privado de gobierno, llamado Privy Council.